# Муминов, Кабылджан
Кабылджан Муминов (1925—1986) — советский хозяйственный, государственный и политический деятель, Герой Социалистического Труда.

## Биография
Родился в 1925 году в Андижане. Член КПСС с 1954 года.
С 1942 года — на хозяйственной, общественной и политической работе. В 1942—1967 гг. — контролёр на андижанском заводе «Строммашина», модельщик, старший мастер модельного участка Андижанского машиностроительного завода Среднеазиатского совнархоза.
Указом Президиума Верховного Совета СССР от 1 марта 1965 года присвоено звание Героя Социалистического Труда с вручением ордена Ленина и золотой медали «Серп и Молот».
Избирался депутатом Верховного Совета СССР 5-го и 6-го созывов.
Умер после 1975 года.